# Twa
Els twa (també cwa) són un dels nombrosos pobles o castes de caçadors africans que vivien independentment de les poblacions agràries bantus, i que generalment tenien una posició social subordinada: intercanvien productes de cacera per productes agraris.

## Nom
Abatwa/Abathwa/Batwa és una paraula derivada de l'arrel comuna de les llengües bantus. Sovint se suposa que els pigmeus van ser els habitants aborígens de la selva abans de l'arribada de l'agricultura.
Vansina afirma que el significat original de la paraula protobantu *Twa era "caçador-recol·lector, gent de la selva", combinada amb una altra arrel pel Twa/pigmeu, *Yaka (com en Ba-Yaka). Com la casta twa es convertí totalment en una societat de caçadors-recol·lectors, les paraules es barregen i el paper ritual dels pobles aborígens absorbits va ser transferit als twa.

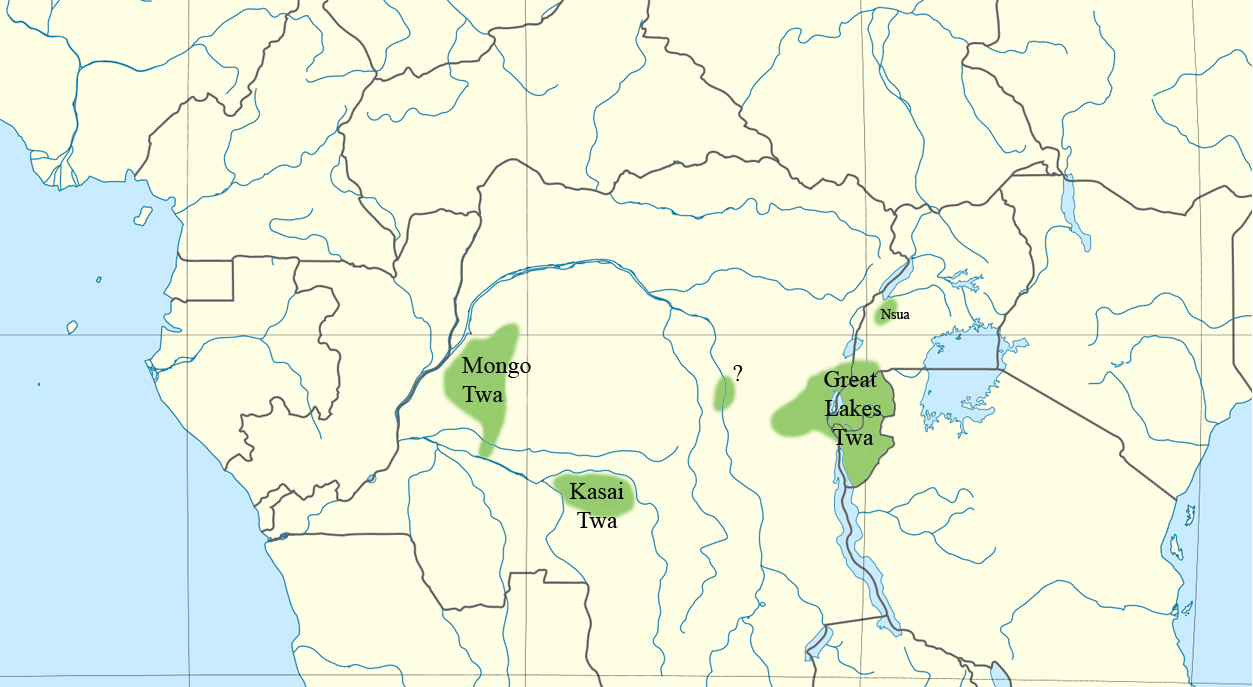
Poblacions twa segons Hewlett & Fancher. D'oest a est: Ntomba, Kasai, [no identificat], Grans llacs, Nsua [no és clar si els Nsua són Twa

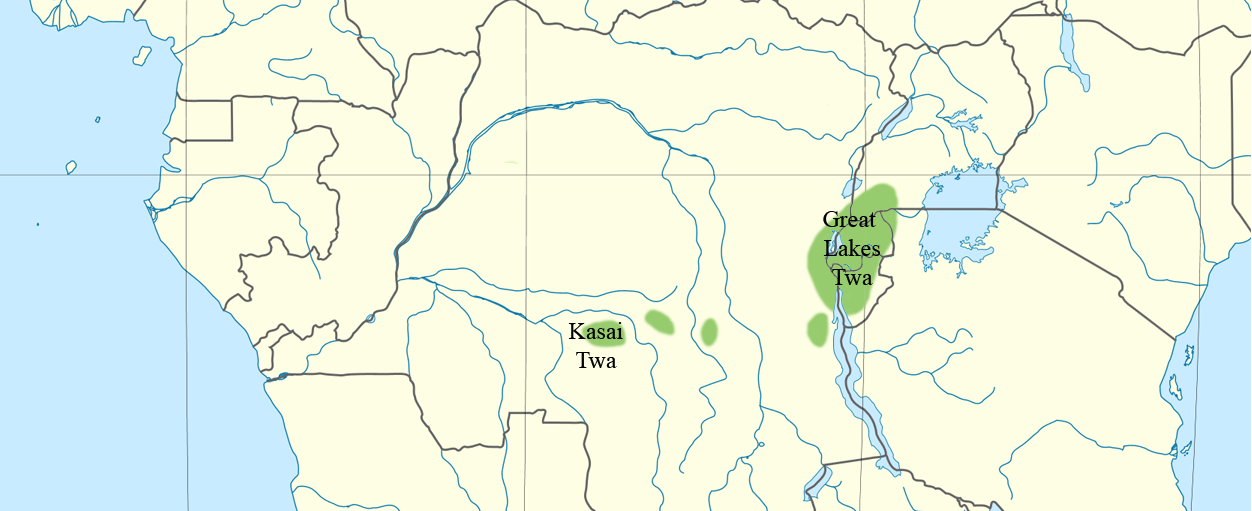
Poblacions twa segons Stokes. Només s'hi mostren alguns grups, però aquests inclouen alguns entre el Kasai i els Grans Llacs

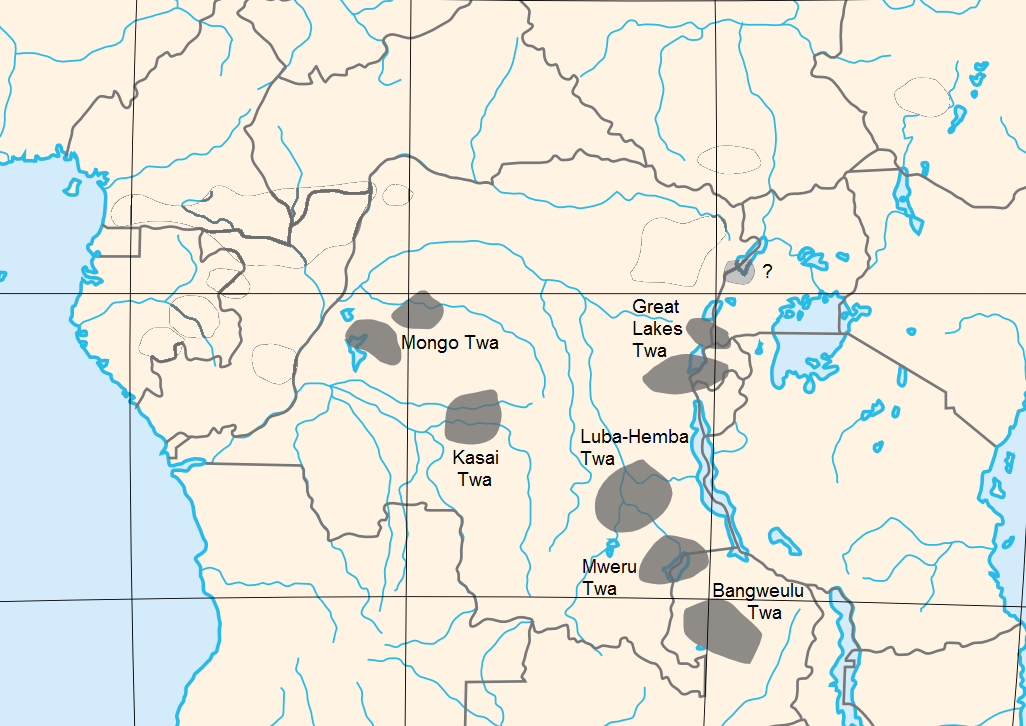
Poblacions pigmeus twa segons Cavalli-Sforza. S'hi afegien nombrosos grups meridionals

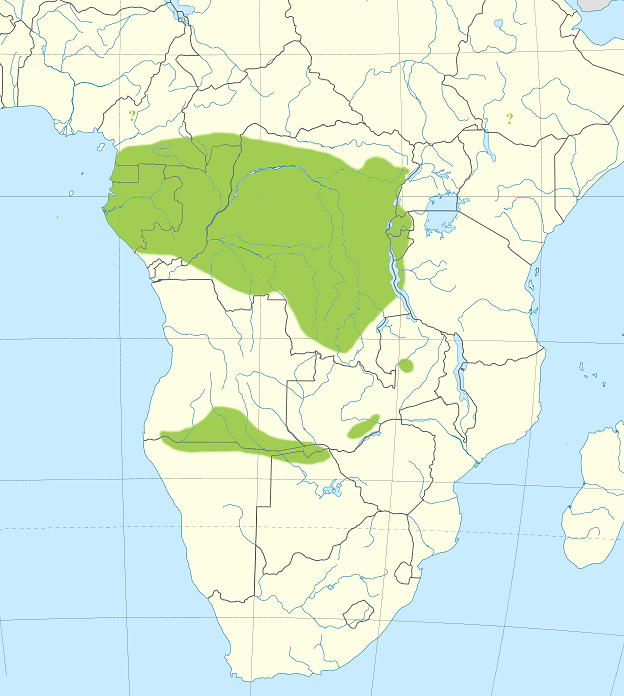
Poblacions twa disperses per la zona ombrejada, segons Blench. S'hi mostren nombroses àrees meridionals twa

## Relació amb les poblacions bantu
No hi ha cap població pigmeu o twa que viu independentment de l'agricultura; tots viuen a prop o en pobles agrícoles. Els pobles agrícoles bantus han assentat un nombre considerable d'ecotons al costat d'una àrea que té cacera però no és apta per a l'agricultura, com ara les vores de la selva, el pantà obert, i el desert, i els twa passen part de l'any caçant en zones abans deshabitades, intercanviant productes agraris amb els pobles agricultors mentrestant.
Roger Blench ha proposat que els twa (pigmeus) s'originaren com una casta com ho són avui, de manera similar que les castes de ferrers Numu d'Àfrica Occidental, grups especialitzats econòmicament que esdevingueren endogàmics i en conseqüència es desenvoluparen en grups ètnics separats, a vegades, com el ligbi, amb llurs pròpies llengües. Podria haver ocorregut un desajust en la llengua entre el patró i el client després dels desplaçaments de població. La baixa estatura de la "gent del bosc" podria haver-se desenvolupat en els pocs milers d'anys després de l'expansió bantu, com també va succeir amb els animals domèstics bantus a la selva, sobretot si hi havia una pressió selectiva addicional als agricultors prenent com a esposes les dones més altes de les viles. Tanmateix això és incidental a la identitat social dels pigmeus/twa.

## Congo
Els twa viuen repartits per tota la República Democràtica del Cono. A més dels twa dels Grans Llacs dels densos boscos sota les muntanyes Rwenzori, hi ha poblacions significatives en el bosc pantanós al voltant del llac Tumba a l'oest (al voltant de 14.000 twa, més els twa dels Grans Llacs en tots els països), als pantans del bosc i la sabana de Kasai al sud-centre, i en la sabana al llarg dels pantans dispersos de Katanga al sud-est, com en la depressió de l'Upemba amb les illes flotants, i al voltant de Kiambi al riu Luvua.
Els relats àrabs i colonials parlen dels twa a ambdós marges del riu Lomami al aud-oest de Kisangani, i als marges del riu Tshuapa i el seu tributari el "Bussera".
Entre els mongo, en les ocasions poc freqüents de barreja de casta, els nens poden criar-se com a twa. Si es tracta d'un patró comú amb grups twa, pot explicar per què els twa són menys diferents físicament dels seus patrons que els mbenga i mbuti, on els homes de la vila es casen amb dones pigmeus de la selva.
La variant congolesa del nom, almenys en mongo, kasai, i katanga, és Cwa.

## Uganda
Els batwa d'Uganda eren habitants dels boscos que vivien de la caça i la recol·lecció com la principal font d'aliment. Es creu que havien viscut al bosc impenetrable Bwindi i al Parc Nacional del Goril·la Mgahinga a la frontera entre la República Democràtica del Congo i Ruanda, principalment en zones frontereres amb altres tribus bantus.
En 1992 les vides dels pigmeus batwa canviaren per sempre. El bosc impenetrable Bwindi va esdevenir parc nacional i patrimoni de la humanitat per protegir en les seves fronteres els 350 goril·les de muntanya amenaçats. Els batwa foren desallotjats del parc. Com que no tenien cap títol de terra, no van rebre cap compensació. Els batwa esdevingueren refugiats de conservació en un món desforestat i gens familiar. La pobresa, consum d'alcohol i drogues, manca d'oportunitats educatives, VIH-SIDA i la discriminació i violència de gènere són més altres entre les comunitats batwa que entre les comunitats bantus veïnes.

## Angola i Namíbia
Al sud d'Angola i al centre de Namíbia hi havia poblacions twa quan hi arribaren els primers europeus en el segle xvi. Estermann va escriure,
| « | Els twa meridionals viuen avui en una estreta simbiosi econòmica amb les tribus entre les que estan escampats—Ngambwe, Havakona, Zimba i Himba. Cap dels individus que he observat difereix físicament de llurs veïns bantus. | » |

Aquests pobles viuen en hàbitats desèrtics. Els informes són limitats i tendeixen a confondre els twa amb els san.

## Zàmbia i Botswana
Els twa d'aquests països viuen és zones pantanoses, com el pescadors twa dels pantans de Bangweulu, pantà de Lukanga i les planes de Kafue de Zàmbia; només els twa pesquen a la Província del Sud, on el terreny pantanós significa que els cultius a gran escala no es poden plantar prop de les millors zones de pesca.
Cavalli-Sforza també mostra els twa vora el llac Mweru a la frontera entre Zàmbia i el Congo. Hi ha dues possibilitats òbvies: els pantans de Luapula, i els pantans del llac Mweru Wantipa. Aquest últim és territori taabwa, i s'ha informat que els twa viuen entre els Taabwa. S'informa que l'últim és territori dels twa de parla bemba.